# Masia del Cardona
Can Castell és una masia situada al municipi de Passanant i Belltall a la comarca catalana de la Conca de Barberà.
Està situada a 1,8 quilòmetres en línia recta del nucli de Passanant, entre camps de concreu. A 250 metres al sud-est hi trobem la masia de Ca l'Ignàsio, i a uns 900 la de l'Hostal Nou; i a poc més de 700 metres al nord la Serra del Martí.